# گمینا کووزکو
گمینا کووزکو (به لهستانی:  Gmina Kłodzko) یک گمینا در لهستان است که در شهرستان کووزکو واقع شده‌است. گمینا کووزکو ۲۵۲٫۲۵ کیلومتر مربع مساحت و ۱۷٬۰۰۸ نفر جمعیت دارد.